# Littérature des cicatrices
La littérature des cicatrices (chinois simplifié : 伤痕文学 ; chinois traditionnel : 傷痕文學 ; pinyin : Shānghén wénxué) est un mouvement littéraire apparu en Chine à la fin des années 1970 lors du regain de liberté, vis-à-vis des intellectuels et des écrivains notamment, qui suivit la fin de la révolution culturelle. Cette période est marquée par la mort de Mao Zedong en 1976, sa critique officielle et le procès de la bande des quatre, derniers défenseurs de la révolution culturelle. Beaucoup d'écrivains ont alors exorcisé un passé marqué par le réalisme-socialiste et la littérature officielle, en offrant une vision crue et directe de la société chinoise, marquée notamment par les traumatismes de la campagne des cent fleurs et la condamnation des intellectuels qui s'ensuivit, le Grand Bond en avant et la famine, enfin la révolution culturelle.
Après la « poésie obscure » des années 1970, forme d'expression clandestine dite aussi « école de Menglong », la littérature des cicatrices assure une transition en forme d'exutoire, avant l'apparition d'auteurs engageant une recherche identitaire, et parfois un dialogue avec l'Occident.

## Inspiration

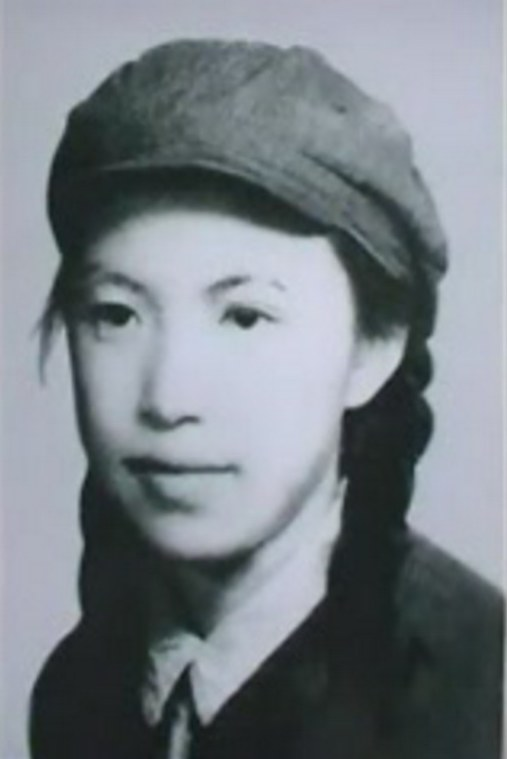
L'étudiante Lin Zhao condamnée pour avoir critiqué le Parti et exécutée en 1968

Le mouvement de la littérature des cicatrices est fondé sur la critique de la révolution culturelle et est donc indissociable de cette période historique qui s'étend de 1966 à 1976. Ce sont les errements tragiques de cette époque qui seront exprimés au travers de la littérature des cicatrices.
La révolution culturelle fut lancée par Mao à la suite du Grand bond en avant qui s'était déroulé de 1958 à 1962 et s'était soldé par 30 à 55 millions de morts,.
La véritable raison d'être de cette période, qui ressemble à une guerre civile, est une lutte de pouvoir au sommet de l'état. Pour le peuple chinois elle se traduira par l'éradication de la culture et des valeurs anciennes, désignée par le terme Quatre vieilleries . Les indications du parti étant très vagues sur ce qu'il considérait comme « vieux », tout ce qui était antérieur à 1949 fut assujetti à la destruction, y compris l'art traditionnel centenaire,.
La vie culturelle du pays est réorganisée autour de huit « opéras modèles » mis en place par le parti et les anciens spectacles de théâtre, opéras, musique et cinéma sont interdits. Les salles de spectacles sont fermées, les artistes et les intellectuels persécutés ou assassinés,. La littérature libre n'existe plus.
En octobre 1967 17 millions de jeunes Chinois des villes sont envoyés autoritairement à la campagne pour y devenir des paysans. Parmi ces déplacés se trouvent de futurs écrivains qui aborderont ce thème dans leurs écrits, ainsi que leur retour dans les villes des années plus tard où ils affronteront un quotidien difficile et désenchanté.
Moins meurtrière que le Grand Bond en avant, avec un nombre de morts estimé « seulement » à 3 millions, cette période qui a dépassé le seuil symbolique des 100 millions de personnes victimes d'arrestations, de perquisitions, d'interrogatoires et autres formes d'oppressions, aura poussé le peuple chinois au désespoir.

## Style
La nouvelle ère qui s'ouvre avec la mort de Mao et la chute de la Bande des quatre verra le réalisme socialiste chinois subir une profonde mutation. Elle sera le fait d'écrivains confrontés aux mythes des deux décennies passées, et contraint à reconstruire la réalité et la vérité à partir de leur propre expérience. Leurs écrits traiteront de valeurs humanistes et de la nature humaine. Progressivement, ils tourneront le dos a l'idéologie socialiste.
Ces écrivains n'étaient pourtant généralement pas opposés au communisme et conservaient une certaine foi en la capacité du parti à rectifier les tragédies du passé. Leurs écrits furent salués par le parti comme un renouveau de la littérature réaliste-socialiste et pourtant, n’étant plus soumise au contrôle du parti et ne poursuivant plus le but de l'éducation politique des masses, la littérature des cicatrices est en rupture profonde avec le style littéraire unique qui existait en Chine depuis 1949. Le fossé entre les écrivains et la ligne du parti ira grandissant.
La Littérature des cicatrices s'est donc employée à exposer les souffrances et l'oppression subie par le peuple chinois, en particulier les intellectuels, pendant la révolution culturelle, et les traumatismes et séquelles psychologiques qui en furent les conséquences. Le style employé par les écrivains de ce mouvement est hautement émotionnel, sans retenue et sans aucun recul. Il se contente d'exposer les souffrances du passé, les rancœurs et les ressentiments accumulés pendant la révolution culturelle. Il exprime aussi une vision sombre de l’avenir et n'engage pas de réelle réflexion sur le sujet. La littérature des cicatrices a donc logiquement été qualifiée de tres négative.
L'amour et la foi font toutefois partie de ses thèmes majeurs et les écrivains de ce mouvement, bien que se sentant animé du devoir de dénoncer les crimes du passé, avaient peu de conscience politique et défendaient plutôt l'idée que l'amour était la clef pour résoudre les problèmes sociaux,. L'usage de l'amour et des relations amoureuses comme fondement de leur critique tranche avec la littérature Realiste-socialiste et les théories marxistes de l'époque qui n'incorporaient pas l'individu dans leur réflexion et parlaient uniquement de groupe. L'impossibilité pour la littérature des cicatrices d'être catégorisée par une approche marxiste sera la source d'une grande controverse. Par ailleurs leurs idées d'amour et d'humanisme les amèneront à soulever le problème de la condition féminine en Chine et de l'émancipation des femmes.

## Histoire

### Contexte
La mort du président Mao le 9 septembre 1976 annonce le début d'une ère nouvelle, celle pendant laquelle la littérature des cicatrices va apparaître et être diffusée.
La Bande des quatre, derniers complices de Mao, sont arrêtés. Les crimes commis pendant la révolution culturelle leur sont reprochés et on organise leur procès. Hua Guofeng, le successeur désigné par Mao, est écarté du pouvoir par la frange des dirigeants qui furent victimes de la révolution culturelle et remplacé par Deng Xiaoping. Le camp de ceux qui pensaient que la Chine devait prendre ses distances avec les politiques maoïstes arrive ainsi au pouvoir en juillet 1977.
En août 1977 le gouvernement déclare officiellement la fin de la révolution culturelle. En mai 1978, c'est la reprise de toutes les activités suspendues pendant cette période, dont les revues et publications littéraires. La Bande des quatre et les crimes de la révolution culturelle sont publiquement dénoncés par le parti, et, sa liberté d'expression momentanément retrouvée, le peuple chinois est autorisé à en faire de même.
C'est à ce moment que naîtrons les dazibao, le mur de la démocratie et, poussée par un Deng Xiaoping dont la légitimité se fonde sur la dénonciation de l'époque précédente, la littérature des cicatrices, mouvement littéraire en phase avec son temps car ayant pour thème inhérent la critique de la révolution culturelle.

### Naissance et développement du mouvement
Une période de rétrospection s'ouvre donc en Chine dans les années 1977-1978. Tous les crimes de la révolution culturelle sont dénoncés par la nouvelle faction au pouvoir et sont reprochés à la Bande des quatre. Les jeunes activistes, les écrivains, les intellectuels et les artistes se retrouvent à avoir des intérêts communs avec le parti, qui outre le fait de dénoncer les crimes du passé, prône aussi l'émancipation intellectuelle, la justice et la fin des restrictions sur la littérature et les arts. La littérature des cicatrices nait dans ce contexte pendant l'été 1978. Elle est soutenue par le pouvoir chinois qui en encourage la diffusion. Les journaux gouvernementaux seront ainsi les plus gros diffuseurs de littérature des cicatrices.
Le terme littérature des cicatrices sera dans un premier temps un qualificatif péjoratif qui désignera les premières œuvres de l'été 1978. Elles étaient perçus par la critique comme un retour de la littérature sombre des années 1950 et 1960 (literature of exposure, writting the dark side). D'autre part, la critique avait du mal à en saisir l'enjeu idéologique et les implications sociales, ce qui déclenchera les premières controverses. Les critiques négatives lui reprocheront son exposition excessive des blessures du passé et son ton défaitiste. Ils l'accuseront de démoraliser le peuple chinois à l'heure où il devrait se concentrer sur la réalisation des Quatre modernisations voulues par le parti. C'était pour eux une littérature mauvaise et tournée vers le passé. Elle empoisonnait le peuple avec une psychologie sombre. À l'inverse, pour ses défenseurs, en rappelant les erreurs du passé elle rendrait le peuple plus alerte et plus énergique.
Les controverses continueront mais la connotation péjorative du terme littérature des cicatrices disparaîtra rapidement pour simplement devenir le nom d'un mouvement littéraire.
Les débuts du mouvement ne sont pas définis clairement. Pour certains son écrit fondateur serait une nouvelle de Liu Xinwu publiée en novembre 1977 dans la revue Littérature du Peuple et nommée Le professeur principal, mais cela est contesté. Cette nouvelle raconte l'histoire d'un professeur qui tente de remettre dans le droit chemin un de ses élèves, devenu un délinquant. Les valeurs humanistes prônées par le livre, interdites par le régime de Mao, n'étaient plus présentes dans la littérature chinoise depuis plusieurs décennies. Peu de temps auparavant, pendant la révolution culturelle, le jeune aurait simplement été condamné comme contre-révolutionnaire,.
Le 11 août 1978 paraîtra dans un supplément de la revue Wenhui bao de Shanghai la nouvelle de Lu Xinhua intitulée La cicatrice. C'est elle qui marquera le véritable début de la littérature des cicatrices et donnera son nom au mouvement. L'histoire racontée dans le livre est celle d'une jeune fille nommée Wang Xiaohua qui a fui sa mère alors que celle-ci était accusée de trahison pendant la révolution culturelle. Neuf ans plus tard, rongée par le remords, elle décide de retourner la voir mais la trouve morte à son arrivée,. Cette nouvelle, dénonçant aussi bien l'hypocrisie du régime et sa corruption que les errements tragiques dont l’ensemble de la population fut victime au cours des dix années de la révolution culturelle, trouvera un écho dans le cœur de chacun,.
Le mouvement littéraire était né. De nombreux auteurs, pour certains jeunes et sans expérience, emboîteront le pas à Lu Xinhua et exprimeront les rancœurs et les ressentiments accumulés pendant la révolution culturelle. Parmi la somme d'écrit du mouvement de la littérature des cicatrices, les œuvres les plus reconnues et qui passeront à la postérité seront pour l'essentiel celles de personnes plus âgés, trentenaires ou quadragénaires, et qui occupaient des postes d'écrivains ou d'éditeurs au sein des journaux autorisés par le gouvernement chinois.
Cette période d'ouverture de la société chinoise et de libre critique sera nommée Printemps de Pékin et décrite comme une « deuxième Campagne des Cent fleurs ».

### Postérité
La critique du passé dérivant vers une critique ouverte du régime en place, la littérature deviendra la cible d'attaques de la part des conservateurs chinois à partir de 1979. La fin du procès de la Bande des quatre et l'arrestation en mars 1979 de Wei Jingsheng changeront le climat politique de façon significative. L'époque change à nouveau. La liberté des écrivains à critiquer les erreurs passées du parti sera désormais limitée. La brève parenthèse de liberté se referme, et elle emporte avec elle le style littéraire qui en fut emblématique. Ainsi, apres une brève existence, la littérature des cicatrices fera place à de nouveaux styles. Ils en seront plus ou moins les héritiers, mais ne seront plus fondés sur la critique de la révolution culturelle.

## Auteurs
| - Liu Xinwu - Zhang Xianliang - Lu Xinhua - Gu Hua - Xi Qiaoming - Zhang Xian - Zong Pu - Zhang Kangkang, - Chi Li - Kong Jiesheng - Han Shaogong - Cong Weixi (en) - Mo Yingfeng (en) - Zhou Keqin - Dai Houying | - Wang Anyi, - Feng Jicai - Yu Luojin - Gao Xingjian, - Zhang Jie (écrivain) - Zheng Yi - Wang Yaping (écrivain) - Wang Zonghan - Wu Qiang - Lu Wenfu - Chen Guokai - Jin He - Zhu Lin - Zhong Jieying - Lu Yanzhou - Lao Gui |